# ميغيل فرنانديز (لاعب غولف)
ميغيل فرنانديز (بالإسبانية: Miguel Fernández)‏ هو لاعب غولف أرجنتيني، ولد في 10 أبريل 1962 في ريسيستينسيا في الأرجنتين.

## وصلات خارجية
- ميغيل فرنانديز على موقع رابطة أوروبا للاعبي الغولف المحترفين (الإنجليزية)